# The Grudge
The Grudge (tựa Việt là Mối hận thù truyền kiếp hay Lời nguyền) là một bộ phim kinh dị siêu nhiên của Mỹ năm 2004, và là phiên bản đầu tiên trong series The Grudge nhượng quyền thương mại. Bộ phim là phiên bản làm lại từ bộ phim Nhật Bản Ju-on: The Grudge. Bộ phim đã được phát hành tại Bắc Mỹ vào ngày 22 tháng 10 năm 2004 bởi Columbia Pictures, và được đạo diễn bởi Takashi Shimizu (đạo diễn series Ju-on). Trong khi Stephen Susco viết kịch bản phim. Cốt truyện được kể thông qua một trình tự phi tuyến tính của các sự kiện và bao gồm một số cảnh phụ giao nhau.
Đây là phần đầu tiên của series The Grudge, hai phần tiếp theo là: The Grudge 2 (được phát hành vào ngày 13 tháng 10 năm 2006) và The Grudge 3 (phát hành vào ngày 12 tháng 5 năm 2009).

## Nội dung
The Grudge kể về một lời nguyền được sinh ra khi ai đó chết trong một cơn giận dữ mạnh mẽ cực độ hay nỗi buồn. Lời nguyền là một thực thể tạo ra bởi người đã chết. Những người gặp phải thế lực siêu nhiên và lời nguyền không chỉ mình họ bị ảnh hưởng mà lời nguyền còn ảnh hưởng sang người khác, những người tiếp xúc với họ, nó dần phát triển vô tận chuỗi kinh dị. Các sự kiện sau đây được giải thích theo thứ tự thực tế, bộ phim ban đầu được trình bày theo một trình tự phi tuyến tính.
Saeki là một gia đình hạnh phúc sống ở ngoại ô Tokyo, nhưng người vợ nội trợ Kayako Saeki đã yêu thầy giáo của con trai cô là Peter Kirk, cô viết những điều về Peter vào một cuốn nhật ký. Tuy nhiên, chồng cô là Takeo đã phát hiện ra cuốn nhật ký, ông ta nghĩ Kayako có quan hệ mờ ám với Peter rồi ông trở nên điên loạn sau đó giết vợ cùng đứa con trai nhỏ tên Toshio. Ông dìm Toshio trong bồn tắm cùng với con mèo cưng, Mar. Takeo giấu xác vợ trên gác mái và xác đứa con vào tủ quần áo trước khi ông tự tử bằng cách treo cổ. Sau đó Peter nói phải đến nhà Saeki để nói chuyện với Kayako, khi đến nơi ông chỉ thấy xác của Kayako. Ông hoảng sợ và bỏ chạy ra khỏi nhà, sáng hôm sau ông tự tử bằng cách nhảy lầu sau khi vợ ông thức giấc.
Vài năm sau, gia đình Williams từ Mỹ chuyển tới sinh sống tại Nhật Bản và họ sống trong nhà của gia đình Saeki. Trong khi người chồng Matthew rất hạnh phúc với ngôi nhà mới thì người vợ Jennifer và người mẹ mất trí Emma luôn cảm thấy khó chịu. Jennifer nhanh chóng bị ảnh hưởng bởi lời nguyền, sau đó Matthew và Jennifer bị giết bởi Toshio. Yoko, một nhân viên chăm sóc người già, đến nhà Saeki vào ngày hôm sau và cô tìm thấy Emma chỉ một mình. Cô trèo lên gác để dọn dẹp và cô gặp Kayako, Kayako tấn công và giết chết cô. Lo ngại về sự biến mất của Yoko, Alex, người quản lý công ty chăm sóc người già, gửi một nhân viên khác đến để chăm sóc cho Emma đó là Karen Davis. Ở nhà Saeki, Karen bị sốc khi cô thấy Toshio dường như còn sống và con mèo Mar trong tủ quần áo, cô liên hệ với Alex để được giúp đỡ.
Alex đến nơi và thấy Emma đã chết, còn Karen đang trong tình trạng sốc. Sau đó cảnh sát đến, bao gồm Thám tử Nakagawa và cấp dưới của ông Igarashi, cả hai cùng khám phá ngôi nhà. Họ tìm thấy thi thể của Matthew và Jennifer trên gác mái cùng với hàm răng dưới của Yoko. Lúc này thì chị gái của Matthew, Susan, cũng biến mất sau khi bị tấn công bởi Kayako, và Alex thì bị sát hại bởi Yoko (lúc này đã bị Kayako ám). Karen bắt đầu bị ám ảnh bởi lời nguyền Kayako, cô kể cho Doug, bạn trai cô, về tình hình hiện tại. Cô nghiên cứu lịch sử của ngôi nhà, cuối cùng cô gặp Nakagawa, ông nói cho cô biết rằng ba đồng nghiệp của ông khi điều tra cái chết của gia đình Saeki đều đã bị giết bởi lời nguyền. Đêm đó, Nakagawa vào nhà Saeki, ông định đốt ngôi nhà nhưng lại bị giết bởi Takeo.
Karen vội chạy đến ngôi nhà Saeki sau khi biết Doug đã mạo hiểm đến đó tìm cô. Khi đến nơi, Karen thấy Doug bị tê liệt bởi sự sợ hãi và cô cố gắng chạy khỏi ngôi nhà với anh. Cô chứng kiến cảnh Kayako lê mình xuống cầu thang và khiến Doug chết vì sợ hãi. Karen đạp đổ bình xăng của Nakagawa, đốt cháy ngôi nhà trước khi Kayako kịp giết cô. Karen còn sống sau vụ cháy và được đưa đến một bệnh viện. Cô bật khóc và lại gần thi thể của Doug. Karen nhận ra cô vẫn còn bị ám bởi Kayako, bỗng hồn ma của Kayako xuất hiện phía sau cô.

## Diễn viên
- Sarah Michelle Gellar vai Karen Davis
- Jason Behr vai Doug
- William Mapother vai Matthew
- Clea DuVall vai Jennifer
- KaDee Strickland vai Susan
- Grace Zabriskie vai Emma
- Ted Raimi vai Alex
- Ryo Ishibashi vai Nakagawa
- Yôko Maki vai Yoko
- Yuya Ozeki vai Toshio
- Takako Fuji vai Kayako

## Tiếp nhận

### Phòng vé
The Grudge được chiếu tại 3348 rạp ở Bắc Mỹ. Bộ phim thu về 39.100.000$ trong tuần đầu công chiếu (22-24 tháng 10 năm 2004). Lượng vé giảm 43% vào cuối tuần thứ hai và thu 21.800.000$, trở thành bộ phim kinh dị đầu tiên đứng đầu doanh thu phòng vé Halloween sau Ngôi nhà trên đồi quỷ ám. Bộ phim thu được 110.359.362 USD ở Bắc Mỹ và tổng cộng 187.281.115$ trên toàn thế giới, vượt xa mong đợi của các nhà phân tích doanh thu và giám đốc điều hành Sony Pictures. Sony cũng cho biết chi phí sản xuất thấp hơn 10 triệu USD, The Grudge trở thành một trong những bộ phim có lợi nhuận nhất trong năm. Bộ phim được công nhận là phim kinh dị làm lại có doanh thu cao thứ hai trong 40 năm qua sau Vòng tròn định mệnh, tuy nhiên đứng sau các phim kinh dị như A Nightmare on Elm Street, Friday the 13th và One Missed Call

### Phản ứng
Dựa trên bản gốc Ju-on: The Grudge, người xem đã so sánh các yếu tố của The Grudge và Vòng tròn định mệnh khi so sánh Samara Morgan và Kayako Saeki trông rất giống. Hầu hết các đánh giá cho phim đều là tiêu cực, nhưng diễn xuất của Sarah Michelle Gellar được đánh giá tích cực.
The Grudge nhận được nhiều đánh giá trái chiều. Bộ phim nhận được 40% trên Rotten Tomatoes (với 61 trong số 154 phiếu là phiếu tươi). Nhiều sự đồng thuận với lý do phim có nhiều hình ảnh đáng sợ, nhưng không logic. Nhà phê bình phim cổ điển Simon Bates của FM cho rằng The Grudge là bộ phim đáng sợ nhất mà ông từng xem.

## Nhà phát hành

### Định dạng
The Grudge đã được phát hành trên đĩa DVD và UMD vào 01 Tháng Hai năm 2005. Ngày 17 tháng năm 2005, phiên bản Unrated của The Grudge đã được phát hành trên DVD tại Bắc Mỹ. Bản phim Urated có thêm một vài cảnh đã bị cắt để có thể nhận được mác PG-13 từ MPAA. Bộ phim đã được phát hành trên đĩa Blu-ray ở Đức vào năm 2008 và tại Mỹ vào ngày 12 tháng 5 năm 2009, cùng ngày mà The Grudge 3 được phát hành trên đĩa DVD. Phim có thể mua trên iTunes vào năm 2008.

### Bán hàng
The Grudge thu 9.240.000$ tiền bán DVD trong tuần đầu tiên, đứng thứ 2 trong bảng xếp hạng doanh số bán hàng sau Ray. Ước tính 20.000.000$ kể từ đó.